# 스티브 킨
스티브 킨(Steve Kean, 1967년 9월 30일 ~ )은 스코틀랜드의 전 축구 선수이자 현 축구 감독이다. 